# Жыракудук
Жыракудук (каз. Жырақұдық) — село в Сырымском районе Западно-Казахстанской области Казахстана. Входит в состав Кособинского сельского округа. Код КАТО — 275853200.

## Население
В 1999 году население села составляло 926 человек (450 мужчин и 476 женщин). По данным переписи 2009 года, в селе проживало 678 человек (351 мужчина и 327 женщин).